# Upper Sileru Project Site Camp
Upper Sileru Project Site Camp is een census town in het district Alluri Sitharama Raju van de Indiase staat Andhra Pradesh. 

## Demografie
Volgens de Indiase volkstelling van 2001 wonen er 4744 mensen in Upper Sileru Project Site Camp, waarvan 54% mannelijk en 46% vrouwelijk is. De plaats heeft een alfabetiseringsgraad van 61%. 